# Критерий Вальда
Критерий Вальда (максиминный критерий) — один из критериев принятия решений в условиях неопределённости. Критерий крайнего пессимизма. Критерий является самым «осторожным».
По критерию Вальда за оптимальную принимается стратегия, которая в наихудших условиях гарантирует максимальный выигрыш. Критерий Вальда ориентирует статистику на самые неблагоприятные условия.

## История
Критерий Вальда был предложен Абрахамом Вальдом в 1955 году для выборок равного объема, а затем распространен на случай выборок разных объемов.[уточнить]

## Критерий
В матрицу полезностей записывается дополнительный столбец. Его элементы определяются как самые плохие (наименьшие) возможные конечные экономические результаты при соответствующем решении (по строкам матрицы). Затем из всех элементов такого дополнительного столбца находится самый лучший (наибольший). По этому элементу и определяют оптимальное решение: им будет решение соответствующей строки матрицы полезностей.
Из этого получается функция вида:
{\displaystyle f(u;v;...;z)=\min\{u;v;...;z\}}
Целевая функция критерия:
{\displaystyle Z_{MM}=\max _{i}\{K_{i}\}} где {\displaystyle K_{i}=\min _{j}\{a_{ij}\}}
i - вариант возможного решения ЛПР (i=1,2,...,n)
j - вариант возможной ситуации (j=1,2,...,n)
{\displaystyle a_{ij}} - доход на ЛПР, если будет принято решение i, а ситуация сложится j-ая